# Michail Michailowitsch Schemjakin

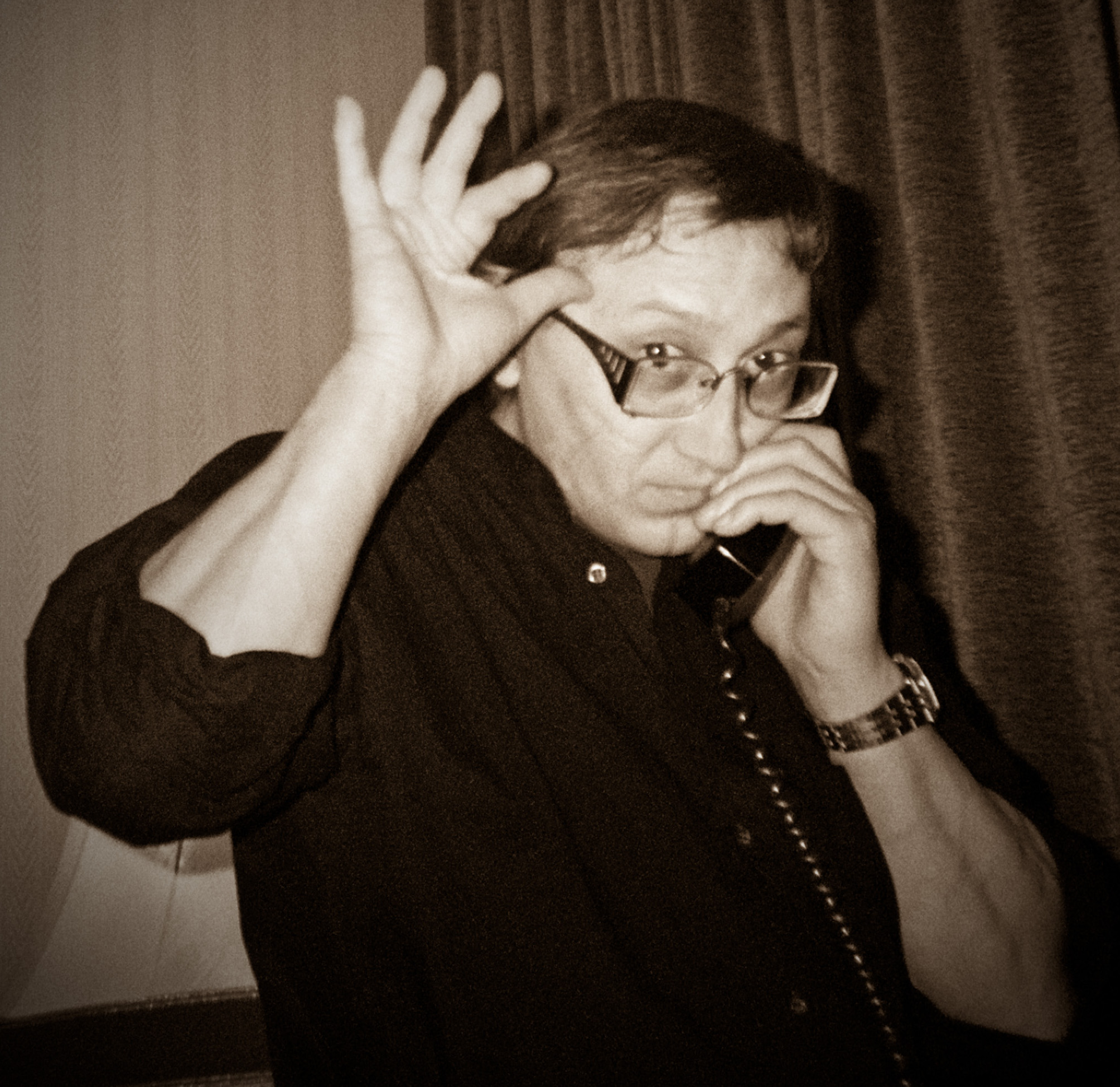
Michail Michailowitsch Schemjakin

Michail Michailowitsch Schemjakin (russisch Михаил Михайлович Шемякин; * 4. Mai 1943 in Moskau) ist ein sowjetisch-französisch-US-amerikanisch-russischer Bildhauer und Regisseur.

## Leben
Schemjakins kabardinischer Vater Michail Petrowitsch Schemjakin (1908–1977) war der Stiefsohn des nach der Oktoberrevolution im Bürgerkrieg erschossenen weißgardistischen Offiziers Schemjakin, wurde als Regimentssohn in die Rote Armee aufgenommen, erhielt als Dreizehnjähriger einen der ersten Rotbannerorden und wurde im Deutsch-Sowjetischen Krieg schließlich Kommandeur der 8. Motorschützen-Babrujsk-Rotbannerorden-Brigade des 9. Berlin-Babrujsk-Panzerkorps. Schemjakins Mutter Julija Nikolajewna geborene Predtetschenskaja (1916–1999) war Schauspielerin in Leningrad, spielte während des Deutsch-Sowjetischen Kriegs in Moskau am Taganka-Theater und wurde die zweite Frau Michail Petrowitsch Schemjakins.
Schemjakin wuchs ab 1945 in Dresden in der SBZ/DDR auf, wo sein Vater bis 1956 stationiert war. 1956 kam Schemjakin nach Leningrad, wo er in die Kunstmittelschule des Leningrader Repin-Institut für Malerei, Bildhauerei und Architektur (LISchSA) (bis 1918 Kaiserliche Akademie der Künste, dann WChUTEMAS, WChUTEIN) aufgenommen wurde (Abschluss 1961). Daneben arbeitete er ab 1959 als Briefträger, Wächter und Rigger in der Eremitage.
1962 wurde in einem Raum der Redaktion der Leningrader Literatur-Zeitschrift Swesda die erste Ausstellung mit Werken Schemjakins eröffnet. 1967 gründete er die Künstlergruppe Peterburg. Zusammen mit dem Philosophen Wladimir Iwanow begründete er die Theorie des metaphysischen Synthetismus. Er widmete sich der Suche nach neuen Formen der Ikonenmalerei als Grundlage für das Studium der religiösen Kunst verschiedener Epochen und Völker. Zwei Jahre lang war er Novize im Pskow-Petschory-Kloster in Petschory.
Schemjakin wurde immer wieder bei Ausstellungen verhaftet, seine Werke wurden beschlagnahmt, und er wurde zwangsweise in psychiatrischen Kliniken behandelt. 1971 wurde er aus der UdSSR ausgewiesen. Nach seiner Meinung war die Ausweisung häufig nicht vom KGB, sondern von der Union der Künstler der UdSSR veranlasst.
1971 emigrierte Schemjakin mit seiner Frau Riwa (Rewekka) Borissowna Modlina (1934–2014), die auch Bildhauerin war, und seiner Tochter Doroteja (1964–2018), die Malerin wurde, nach Paris. Er organisierte Ausstellungen und veröffentlichte die Arbeiten russischer Dissidenten-Künstler und -Schriftsteller. Seine Mutter lebte in Riga und emigrierte nun auch nach Paris. Sie gründete das Puppentheater Matriochka de Paris. Schemjakin veröffentlichte 1975 ein Musikkassettenalbum des russischen Zigeunersängers Aljoscha Dmitrijewitsch (1913–1986), das in der UdSSR vertrieben wurde.
1981 zog Schemjakin nach New York City (seine Frau lebte ab 1983 in Griechenland und in den 2000er Jahren in Frankreich in Loches). Nach einer Idee seines verstorbenen Freundes Wladimir  Wyssozki schuf Schemjakin eine Skulptur des auf seinem Thron sitzenden Kaisers Peter I. entsprechend den Proportionen russischer Ikonen. Das Gesicht formte er entsprechend der von Bartolomeo Carlo Rastrelli geformten Totenmaske Peters I. in der Eremitage. Der Kulturologe und Kunstkritiker Dmitri Lichatschow billigte den Entwurf, und zwei Jahre später wurde Schemjakin aufgefordert, das Denkmal in Leningrad zu errichten.
Nach längeren Diskussionen des Standortes unter Beteiligung der Union der Künstler und der Union der Architekten wurde auf Initiative Anatoli Sobtschaks entschieden, das Denkmal auf der Hauptallee der Peter-und-Paul-Festung aufzustellen.
Schließlich wurde die Skulptur in der Polich Tallix Fine Art Foundry im Staat New York gegossen, der Stadt St. Petersburg geschenkt und am 7. Juni 1991 eingeweiht. Die beteiligten Architekten waren Wjatscheslaw Buchajew und Anatoli Wassiljew.
Schemjakins in den 1960er Jahren begonnene Untersuchung der Kunst aller Zeiten und Völker führte zu einer strukturierten Sammlung von Millionen von Bildern, für die er fünf Ehrendoktor-Würden erhielt. Diese Sammlung war die Basis für die Gründung des Museums für Philosophie und Psychologie des Schaffens in Frankreich. Seine Mutter folgte ihm in die USA. Er gründete 2000 in Hudson das Imaginäre Museum, wo er Ausstellungen zur Thematik seiner Untersuchungen organisierte. 2002–2003 produzierte er für den russischen Fernsehsender Kultura 21 Folgen des Zyklus Schemjakins Imaginäres Museum.
Schemjakin schuf in St. Petersburg das Denkmal für die Opfer der politischen Repressionen in Leningrad an der Newa gegenüber dem Kresty-Gefängnis. Zwischen zwei metaphysischen Sphinxen steht eine Granitblockkonstruktion in Form eines frühchristlichen Kreuzes mit einem Gefängnis-Fenster und einer Dornenkrone aus Stacheldraht. Die Sphinx-Gesichter sind geteilt: auf der Seite der Wohnhäuser sind junge Frauen dargestellt, während auf der Kresty-Gefängnis-Seite die nackten Schädelknochen zu sehen sind. Wieder waren die Architekten Buchajew und Wassiljew beteiligt. Das Denkmal wurde am 28. April 1995 eingeweiht.
Im selben Jahr wurde von Schemjakin und Buchajew im Sampson-Park vor der Sampson-Kathedrale das Denkmal für die Erbauer St. Petersburgs errichtet: Andreas Schlüter, Jean-Baptiste Alexandre Le Blond, Domenico Trezzini, Bartolomeo Francesco Rastrelli und  Bartolomeo Carlo Rastrelli. Das Denkmal wurde am 17. Oktober in Anwesenheit des Bürgermeisters Anatoli Sobtschak 1995 eingeweiht. Alle Bronzeteile wurden 2000 von Schrottsammlern gestohlen.
1996 produzierte Schemjakin mit Wjatscheslaw Polunin und Terry Gilliam die Bühnenschow Slava’s Diabolo, die in Jaffa im Theater Gescher (Brücke) als philosophische ClownAda uraufgeführt wurde.
Ein weiteres Denkmal Peters I. Schemjakins wurde 2001 als Geschenk des russischen Volkes in
Deptford errichtet anlässlich des 300. Jahrestags des Besuchs Peters I. mit der Großen Gesandtschaft, als er im nahen Sayes Court weilte. Im selben Jahr schuf Schemjakin auf dem Moskauer Wolotnaja-Platz auf der Baltschug-Insel das Denkmal für die Kinder, die Opfer der Laster der Erwachsenen sind. In der Mitte stehen zwei Kinder mit verbundenen Augen mit den Büchern der russischen Volksmärchen und den Märchen Alexander Puschkins, die umgeben sind von einem Halbkreis mit den die Laster der Erwachsenen verkörpernden Skulpturen: Drogensucht, Prostitution, Diebstahl, Alkoholismus, Unwissenheit, falsche Gelehrsamkeit, Propaganda der Gewalt, Sadismus, Schandpfahl für die Menschen ohne Gedächtnis, Ausbeutung der Kinderarbeit, Armut, Krieg, Gleichgültigkeit. Ideengeber und Auftraggeber war der Moskauer Bürgermeister Juri Luschkow. Sponsor war Rosneft. Nach Vandalismus durch Metalldiebe wurde das Denkmal eingezäunt.
2002 gründete Schemjakin im Rahmen seines Imaginären Museums in St. Petersburg die Michail-Schemjakin-Stiftung für die Durchführung kultureller und wissenschaftlicher Programme zur Förderung der russischen Kunst, zur Organisation des kulturellen Austauschs mit dem Ausland und zur Unterstützung junger Künstler, Fotografen und Musiker. Seit 2009 organisiert er in St. Petersburg Ausstellungen mit Materialien seiner Forschungen. 2013 stellte er die ersten Kataloge mit Forschungsergebnissen vor.
2005 inszenierte Schemjakin ein Ballett nach Motiven aus E. T. A. Hoffmanns Märchen Die Zaubernuss nach eigenem Libretto mit der Musik von Sergei Slonimski und der Choreografie von Donwena Pandurski. 2006 wurden im Mariinski-Theater drei von Schemjakin inszenierte Ballett-Einakter mit der Choreografie Pandurskis aufgeführt. 2007 kehrte er nach Frankreich zurück und ließ sich in Châteauroux nieder. 2010 schuf er eine neue Version des Balletts Coppélia von Léo Delibes für das Litauische Nationaltheater für Oper und Ballett mit der Choreografie von Kirill Simonow. 2001–2018 produzierte der Regisseur Stanislaw Sokolow im Filmstudio Sojusmultfilm den abendfüllenden Zeichentrickfilm Hoffmanniada nach Schemjakins Skizzen zu E. T. A. Hoffmanns Der goldne Topf, Der Sandmann, Nussknacker und Mausekönig und Klein Zaches genannt Zinnober.
Am 24. August 2014 wurde auf dem Gelände der Technopolis in Gumbinnen Schemjakins Denkmal für die Opfer des Ersten Weltkriegs eingeweiht, das den gefallenen Offizieren und Soldaten der Schlacht bei Gumbinnen gewidmet ist.
2014 unterstützte Schemjakin die völkerrechtswidrige Annexion der Krim durch Russland. Gleichzeitig beklagte er antiwestliche Einstellungen in der russischen Gesellschaft.
In zweiter Ehe ist Schemjakin mit der US-Amerikanerin Sarah de Kei verheiratet.

## Ehrungen, Preise
- Ehrendoktor der University of California, San Francisco (1984)
- Ehrendoktor er Europäischen Akademie der Künste Frankreichs (1987)
- Ehrendoktor des Cedar Crest College in Allentown (Pennsylvania) (1989)
- Staatspreis der Russischen Föderation im Bereich Literatur und Kunst (1993)
- Chevalier des Ordre des Arts et des Lettres (1994)
- Ehrendoktor der Russischen Staatlichen Humanistischen Universität (RGGU) Moskau (1996)
- Ehrendoktor der Universität der Republik Kabardino-Balkarien in Naltschik (1996)
- Goldene Verdienstmedaille der Russischen Akademie der Künste in Moskau (1998)
- Höchster Theaterpreis der Stadt St. Petersburg Goldene Soffitte (2001)
- Kunstpreis Petropol des Allrussischen Puschkin-Museums (2002)
- Theaterpreis Goldene Maske für die Nussknacker-Aufführung im Mariinski-Theater als beste Musiktheater-Arbeit (Moskau 2002)
- Spezialpreis Baltika für die beste Arbeit als Theaterautor (St. Petersburg 2002)
- Orden der Freundschaft (2009)[15]
- Abzeichen für Beiträge zur russischen Kultur des russischen Kulturministeriums (2018)[16]

## Werke (Auswahl)

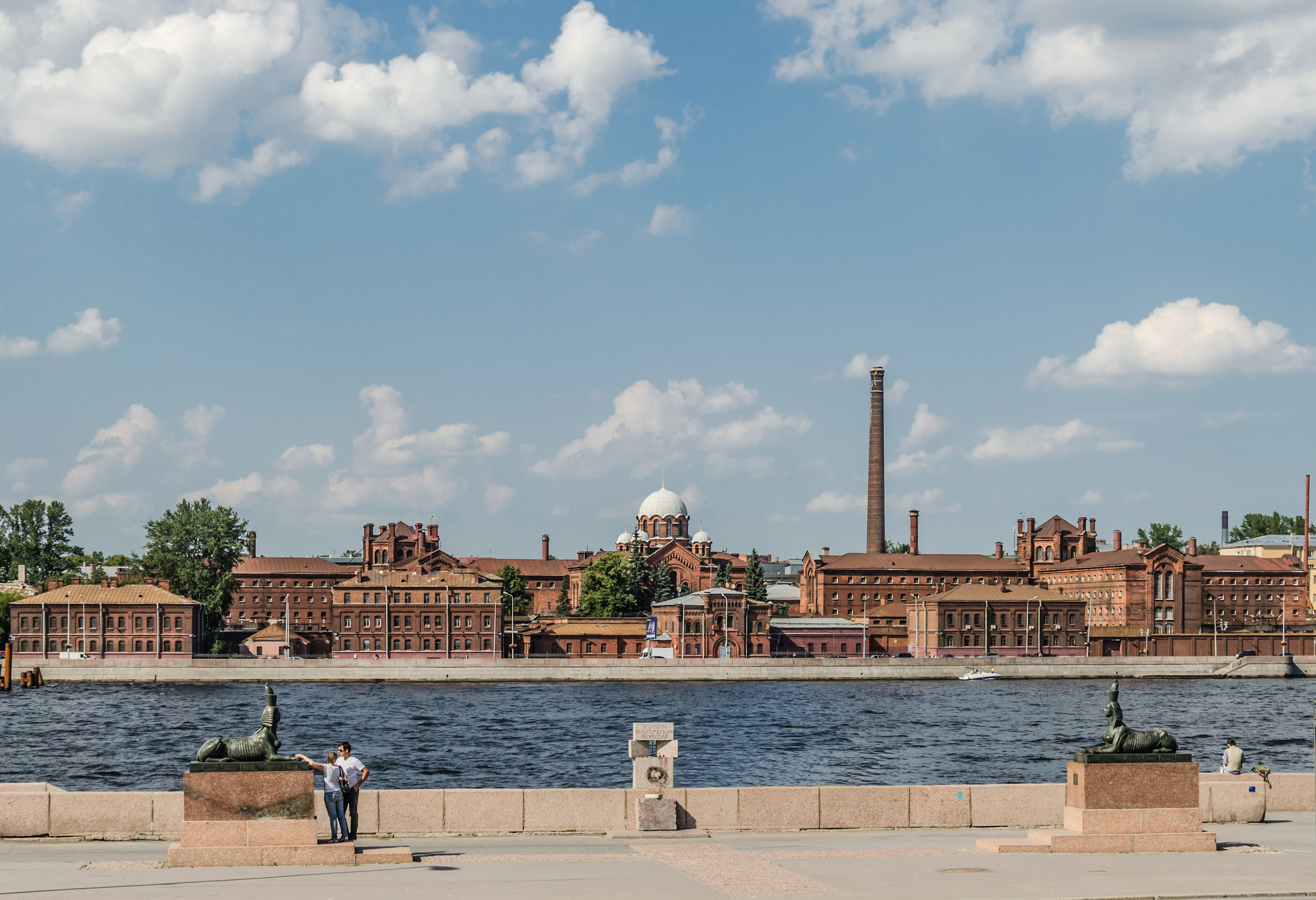
Denkmal für die Opfer der politischen Repressionen in Leningrad, Woskressenskaja Nabereschnaja, St. Petersburg
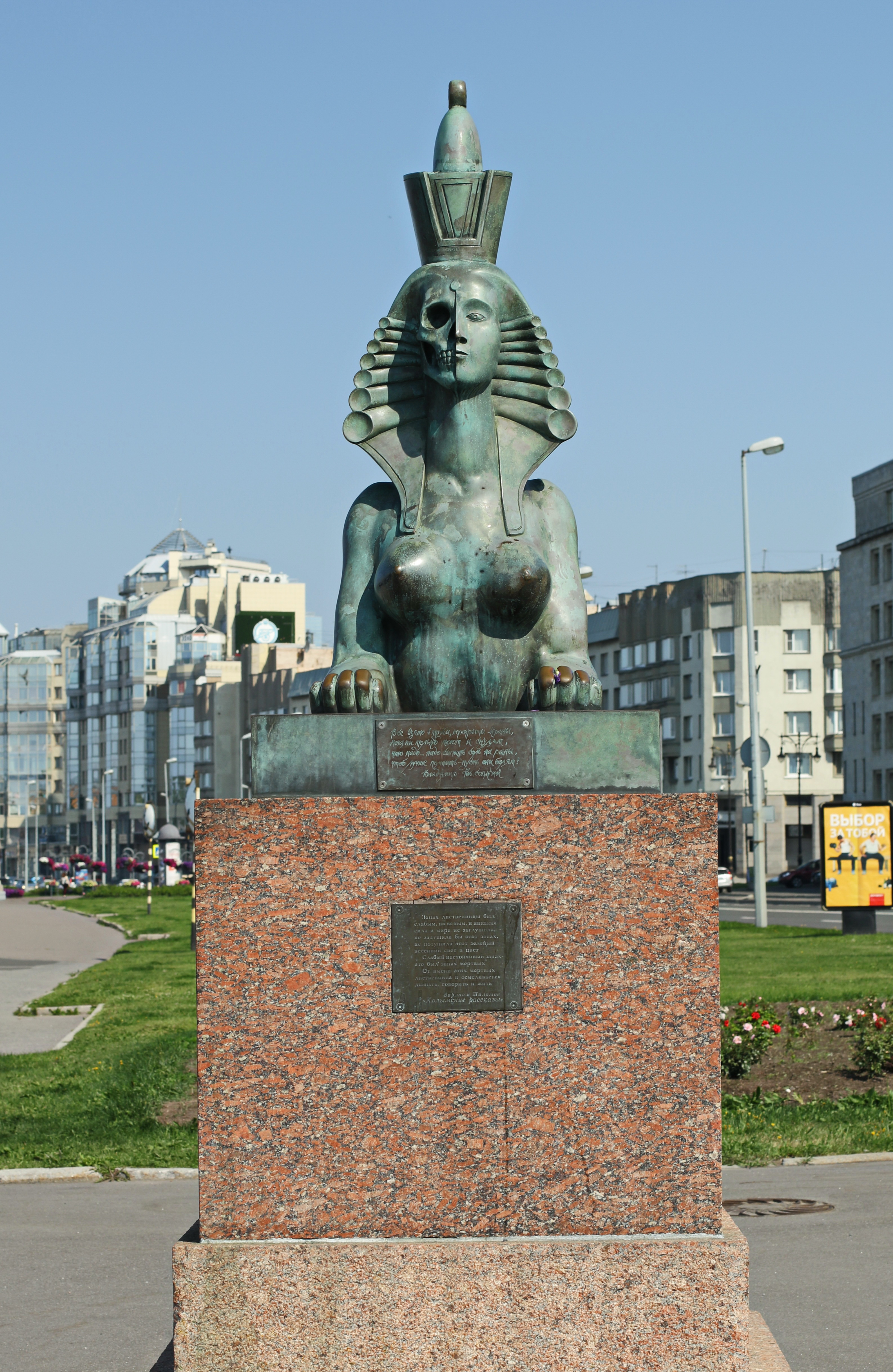
Sphinx des Denkmals für die Opfer der politischen Repressionen in Leningrad
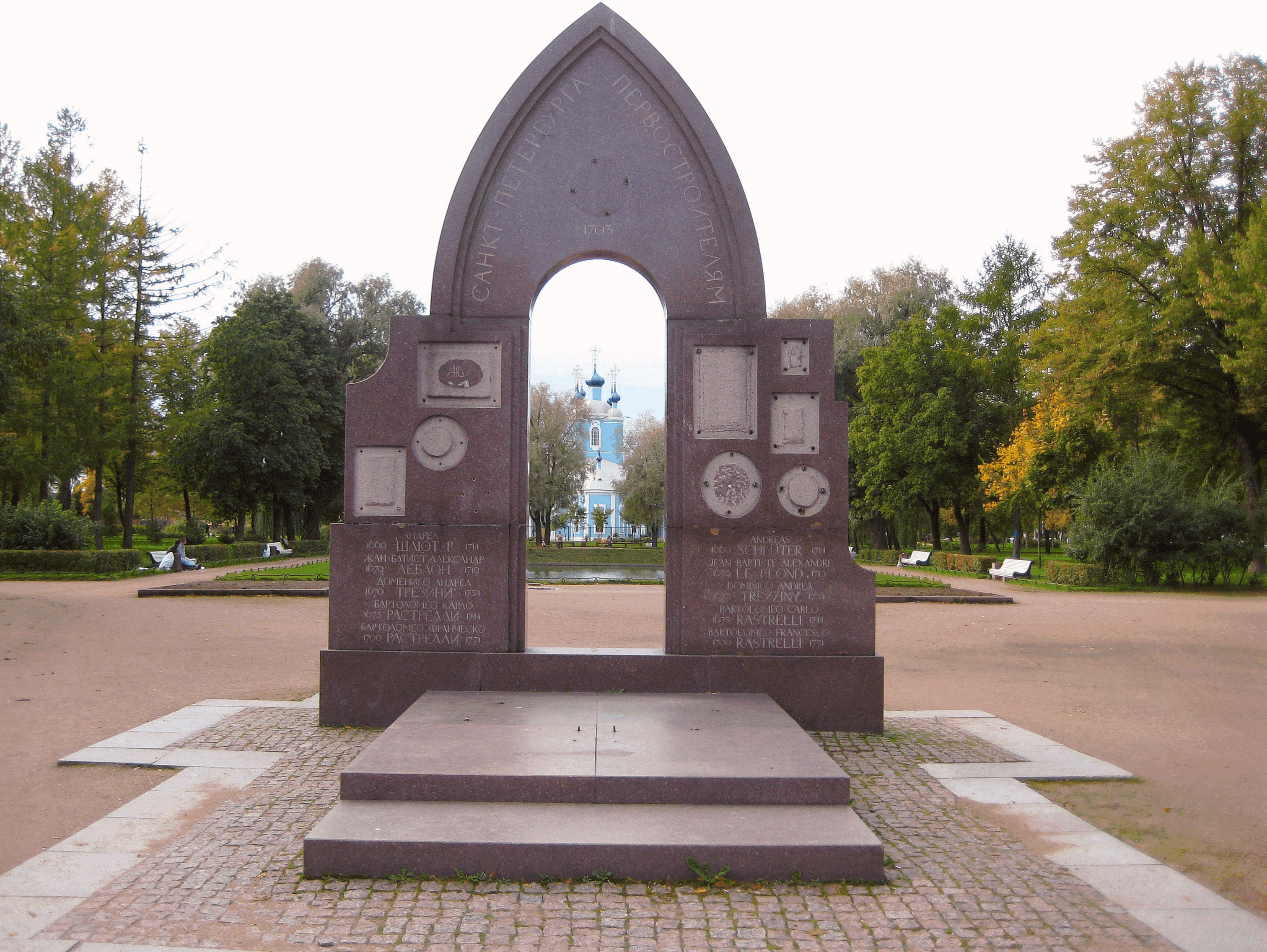
Denkmal für die Erbauer St. Petersburgs, Sampson-Park, St. Petersburg
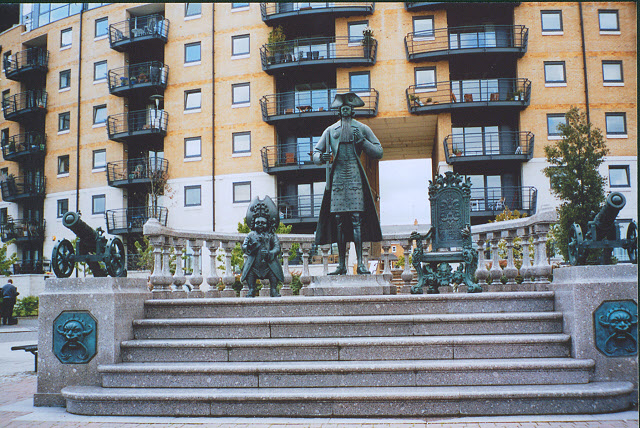
Peter-I.-Denkmal, Deptford
Denkmal der Kinder als Opfer der Laster der Erwachsenen, Wolotnaja-Platz, Moskau
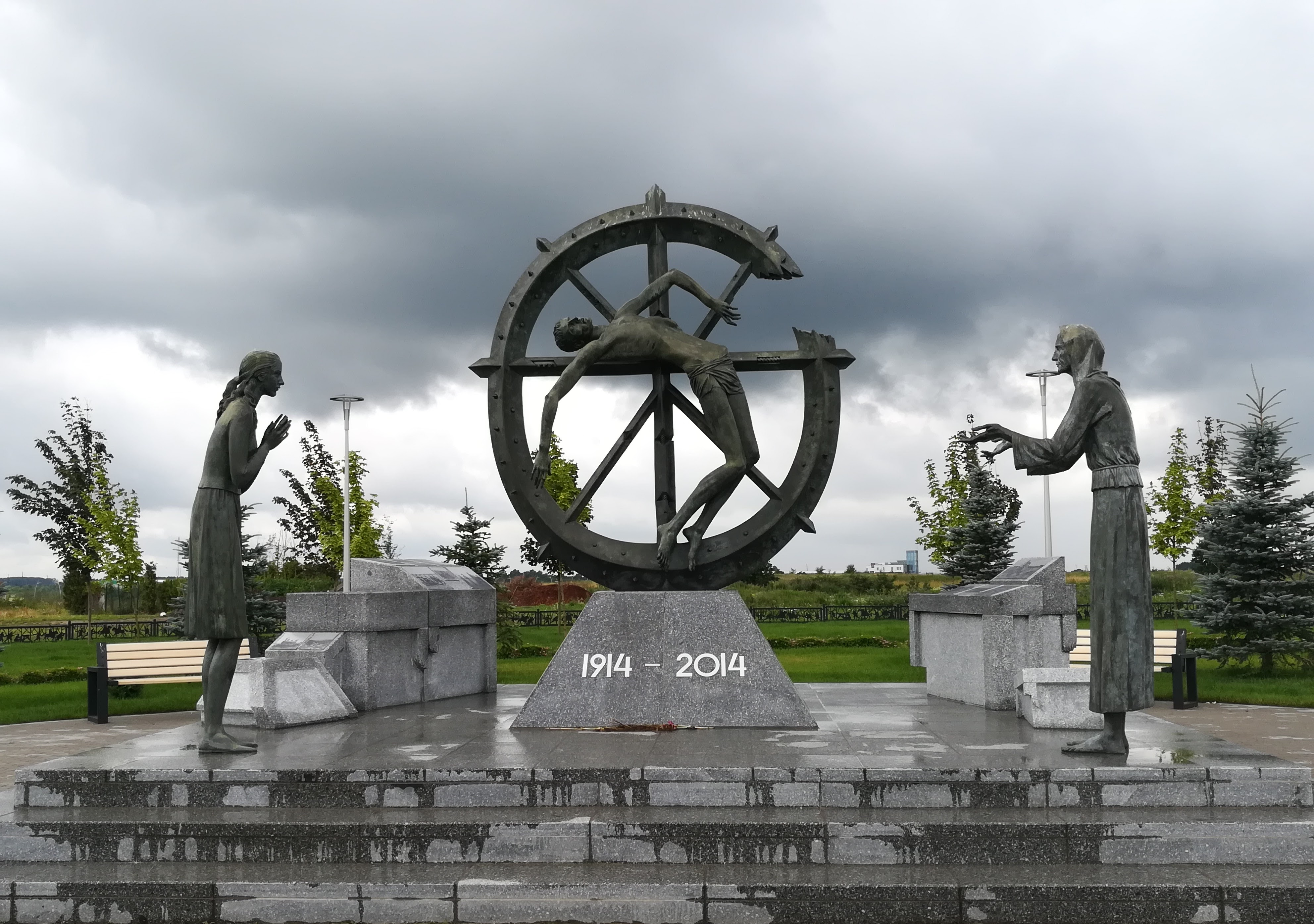
Denkmal für die Opfer des Ersten Weltkriegs, Technopolis, Gumbinnen